# Mercedes Castellanos de Anchorena

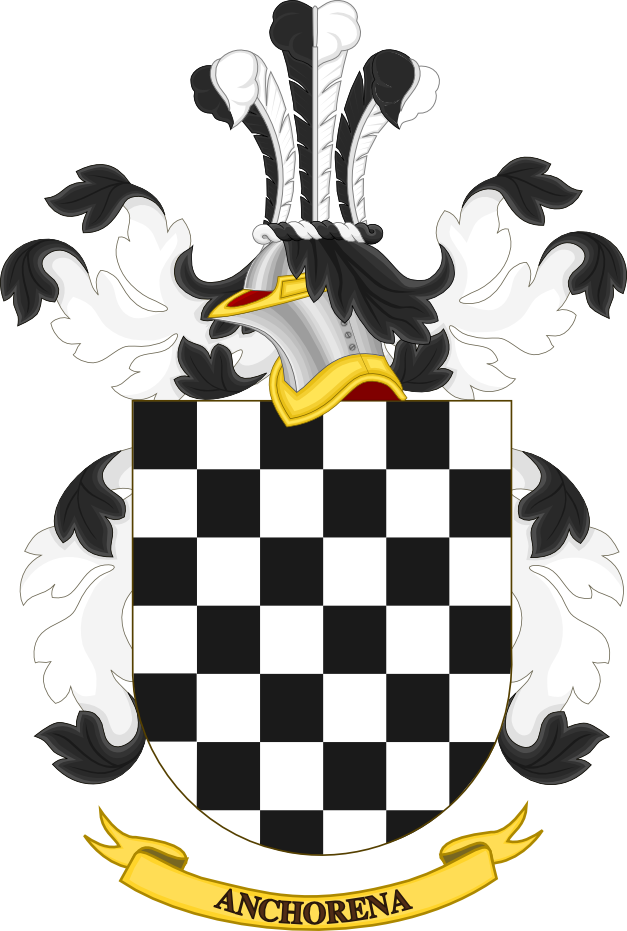
Escudo de Armas de la familia Antxorena

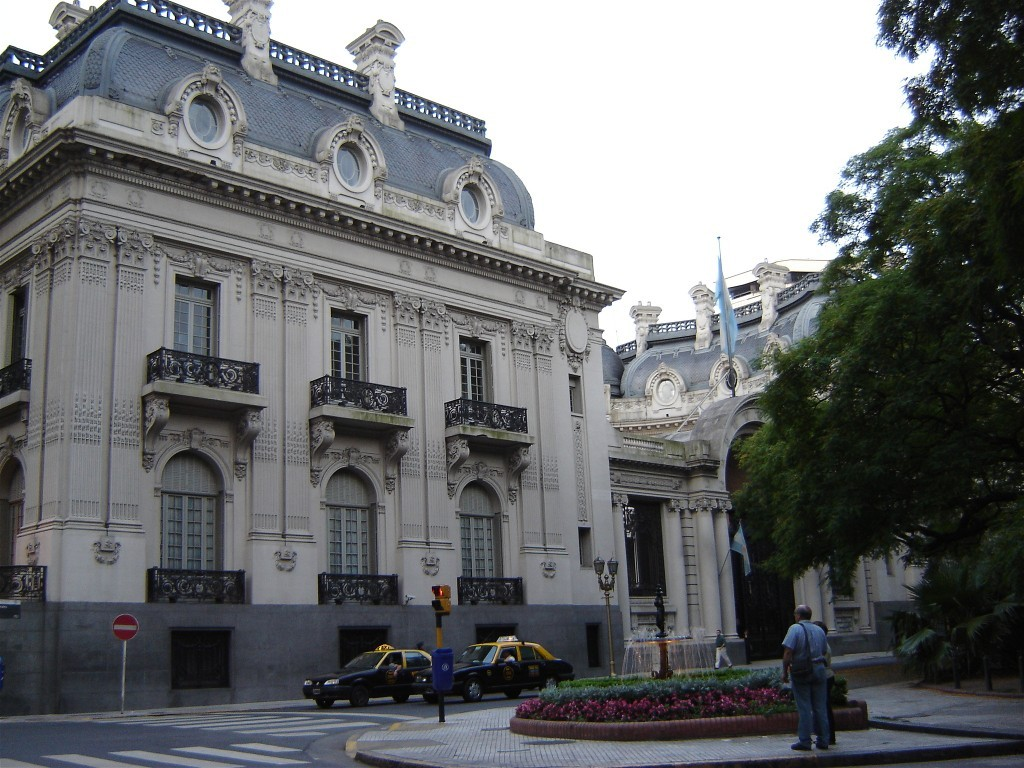
El edificio del histórico Palacio Anchorena, actual Palacio San Martín

Mercedes Castellanos (Rosario, provincia de Santa Fe, 24 de septiembre de 1840 - Buenos Aires, 9 de julio de 1920) conocida también como la condesa pontificia María Luisa de las Mercedes Castellanos de la Iglesia; fue una destacada mujer de la aristocracia argentina de la segunda mitad del siglo XIX, y primeras décadas del siglo XX, encargó la construcción del Palacio Anchorena al arquitecto Alejandro Christophersen, edificación de estilo Bellas Artes actualmente conocido como  Palacio San Martín. Es además la sede  ceremonial de la Cancillería de la República Argentina.
Ella impulsó la construcción de varios edificios para la Iglesia. Erigió la Basílica del Santísimo Sacramento, en un terreno de Buenos Aires, donado por ella, donó el altar de mármol del Señor del Milagro en la Catedral de Salta y parte de las instalaciones del Seminario Conciliar de Buenos Aires, inaugurado en 1897, en compañía del Arzobispo Uladislao Castellano y del presidente José Evaristo Uriburu.
Ella ejerció la beneficencia y dio becas a jóvenes del interior, que eran aptos para ser admitidos por el Colegio Pío Latino en Roma. Por tales fue la primera mujer argentina a la que la Santa Sede le otorgó el título nobiliario pontificio de Marquesa  Pontificia y además la condecoró como Dama de la Rosa de Oro.  
Su padre fue Aarón Castellanos Velasco y su madre Secundina de la Iglesia Castro, se casó con Nicolás Hugo Anchorena Arana, hijo de Nicolás de Anchorena, el 24 de septiembre de 1864 y tuvieron 10 hijos:  Nicolás María Serviliano Castellanos Anchorena (20 de abril de 1866 - 2 de noviembre de 1889),  Mercedes Benita Castellanos Anchorena (4 de marzo de 1869 - 28 de abril de 1869),  Mercedes Dionisia Castellanos Anchorena (5 de junio de 1871 - 19 de diciembre de 1890),  Amalia Valentina Castellanos Anchorena (14 de febrero de 1872 - 16 de marzo de 1907),  Aarón Castellanos Anchorena (6 de junio de 1873 - 6 de junio de 1873),  Matilde Lidia Castellanos Anchorena (11 de septiembre de 1875 - 25 de junio de 1969),  Josefina Anacleta Castellanos Anchorena (13 de julio de 1876 - fecha desconocida), Aarón Félix Anchorena Castellanos ( 5 de noviembre de 1877, Buenos Aires, Argentina - 24 de febrero de 1965, Barra de San Juan, Uruguay),  Enrique Justino Pascual Castellanos Anchorena (13 de abril de 1879 - fecha desconocida) y  Emilio Evaristo Castellanos Anchorena (11 de noviembre de 1880 - 17 de diciembre de 1916).
Era mujer extremadamente rica,  propietaria  de más de 340.000 hectáreas en Buenos Aires y Neuquén.
El regalo de matrimonio que le dio a su hija Josefina Anchorena fue un palacio de construido en 1886 por el arquitecto Ernesto Bunge, luego sede del Museo de Arte Español Enrique Larreta.